# Диди-Атени
Диди-Атени (груз. დიდი ატენი) — село в Грузии, на территории Горийского муниципалитета края (мхаре) Шида-Картли.

## География
Село находится в центральной части Грузии, на левом берегу Таны, на расстоянии приблизительно 6 километров (по прямой) к югу от города Гори, административного центра муниципалитета. Абсолютная высота — 760 метров над уровнем моря.

## Население
По результатам официальной переписи населения 2014 года, в Диди-Атени проживало 196 человека (86 мужчин и 110 женщин). В национальной структуре населения грузины составляли 98 %, осетины — 1,5 %, армяне — 0,5 %.
| Год  | Население, человек |
| ---- | ------------------ |
| 2002 | 181                |
| 2014 | ↗ 196              |